# Saint-Jean-la-Fouillouse
Saint-Jean-la-Fouillouse ist eine französische Gemeinde mit 126 Einwohnern (Stand: 1. Januar 2022) im Département Lozère in der Region Okzitanien. Sie gehört zum Kanton Grandrieu und zum Arrondissement Mende. Die Gemeinde grenzt im Norden an Grandrieu und Auroux, im Osten an Chastanier und Pierrefiche, im Süden an Châteauneuf-de-Randon sowie im Westen an Arzenc-de-Randon und Saint-Sauveur-de-Ginestoux.

## Bevölkerungsentwicklung
| Jahr      | 1962 | 1968 | 1975 | 1982 | 1990 | 1999 | 2008 | 2018 |
| --------- | ---- | ---- | ---- | ---- | ---- | ---- | ---- | ---- |
| Einwohner | 333  | 272  | 264  | 222  | 175  | 148  | 163  | 157  |